# Caffaro (cane)

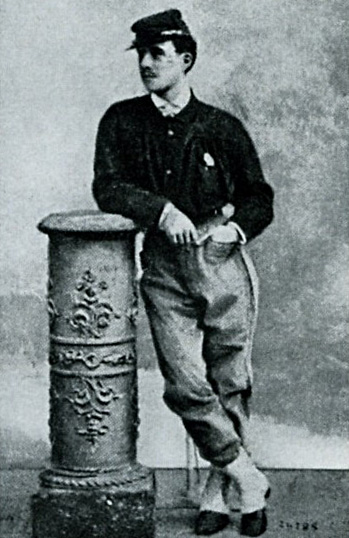
Il volontario garibaldino Vigilio Covi di Trento, protagonista dello scontro del Caffaro. Faceva parte della 2ª Compagnia, la stessa ove era presente il cane Caffaro.

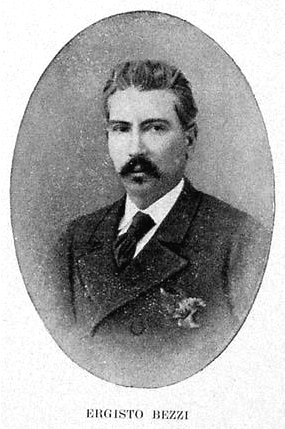
Il capitano Ergisto Bezzi indiscusso protagonista del combattimento di Ponte Caffaro e della campagna del 1866

Caffaro è stato un cane al servizio del  Regio esercito italiano nel corso della terza guerra di indipendenza.  Incorporato nel Corpo Volontari Italiani di Giuseppe Garibaldi, 2º Reggimento Volontari Italiani, morì, secondo lo scrittore Giuseppe Cesare Abba, a Pieve di Ledro nel luglio del 1866 e fu protagonista di un episodio della guerra durante la campagna garibaldina in Trentino.

## Biografia
Il cane, di razza bulldog, di pelo bianco a chiazze nere, di proprietà del sottotenente Giulio Grossi di Venezia della 2ª Compagnia del capitano Tommaso Marani incorporata nel 2º Reggimento Volontari Italiani, il 25 giugno 1866 prese parte alla nota battaglia di Ponte Caffaro tra garibaldini e austriaci; in tale occasione fu ribattezzato "Caffaro" dal nome del piccolo centro bresciano dove si svolse lo scontro.
Difatti, Caffaro s'intromise nel duello fra il tenente Giovanni Battista Cella dei bersaglieri volontari e il capitano boemo Rudolf Ruzicka della 12ª Compagnia del Reggimento "Principe di Sassonia", che si affrontarono sul ponte in un vigoroso corpo a corpo, alternato da colpi di sciabola, magistralmente descritto nei racconti dello scrittore garibaldino Giuseppe Cesare Abba.
Rimasti entrambi feriti, il capitano Ruzicka, nonostante fosse difeso dal solo trombettiere Lusk, poiché tutta la sua truppa si era ritirata più in là a debita distanza, fu colpito dapprima da una baionettata alle natiche infertagli dal volontario Giovanni Trovaioni, detto il Rosso, di Trento, soldato della 2ª compagnia di Tommaso Marani, poi da una morsicatura del cane bulldog Caffaro al seguito delle camicie rosse e alla fine, malconcio, dovette arrendersi prigioniero. Caffaro nella mischia addentò pure i polpacci del tenente austriaco Suchonel, che si difese a sciabolate, ferendolo.
Dopo la vittoria garibaldina fu simbolicamente decorato e seguì fedele il suo padrone per tutta la campagna fino a Magasa e in seguito nella battaglia di Pieve di Ledro del 18 luglio, ove Grossi fu ucciso in un intrepido assalto contro le linee austriache. Caffaro, affranto dal dolore, sostò pietosamente per due giorni sulla sua tomba, guaendo in continuazione, finché non fu preso in consegna dal capitano Marani, che lo tenne con sé, facendosi pure ritrarre in una posa fotografica.
Secondo lo storico trentino Ottone Brentari, a guerra finita Marani lo affidò a Venezia al padre dell'eroico ufficiale, gondoliere dell'albergo Danieli, ma ben presto Caffaro morì di crepacuore. Un'altra versione, sostenuta anche da Giuseppe Cesare Abba, afferma altresì che l'intrepido cane morì a Pieve di Ledro, affranto dal dolore, sulla tomba del proprio padrone, che non volle mai abbandonare.